# Almetjevsk
Almetjevsk (Russisch: Альметьевск, Tataars: Әлмәт; Älmät) is een stad in de Russische autonome republiek Tatarije. De stad ligt aan de linkeroever van de rivier de Zaj (Зай) in het stroomgebied van de Kama, 179 km ten zuidoosten van Kazan.
In de 17e werd de nederzetting Almetjevo (Альметьево) gesticht. Na de bouw van een aardolieraffinaderij groeide de stad explosief, en ze verkreeg zowel de stadsstatus als haar huidige naam in 1953. Almetjevsk is een belangrijk centrum voor de Russische oliesector.
De Droezjba-pijpleiding start in Almetjevsk. Dit is de langste oliepijpleiding ter wereld, met als bestemming Oost- en Middeleuropa. Andere pijpleidingen hebben Samara, Nizjni Novgorod en Soebchankoelovo als bestemming.
Het treinstation Almetjevskaja (Альметьевская) ligt op 16 km van de stad.
| 1939  | 1959   | 1970   | 1979    | 1989    | 2002    |
| ----- | ------ | ------ | ------- | ------- | ------- |
| 3.100 | 50.900 | 87.100 | 109.600 | 129.008 | 140.437 |

Volgens de volkstelling van 1989 bestond de bevolking uit 50,4% Wolga-Tataren en 42,9% Russen.
Bestuurlijk centrum: Kazan

Agryz · Almetjevsk · Aznakajevo · Bavly · Boegoelma · Boeinsk · Bolgar · Jelaboega · Laisjevo · Leninogorsk · Mamadysj · Mendelejevsk · Menzelinsk · Naberezjnye Tsjelny · Nizjnekamsk · Noerlat · Tetjoesji · Tsjistopol · Zainsk · Zelenodolsk